# Joel Ekstrand
Pour les articles homonymes, voir Ekstrand.
Lars Hening Joel Ekstrand (né le 4 février 1989 à Lund en Suède) est un footballeur suédois.

## Biographie
Le 6 septembre 2016, il rejoint Bristol City.
Le 2 février 2017, il rejoint Rotherham United.

## Palmarès
- Watford
  - Football League Championship (D2)
    - Vice-champion : 2015